# M 93 (звёздное скопление)
Messier 93 (англ. M 93, NGC 2447, рус. Мессье 93) —  рассеянное звёздное скопление в созвездии Кормы.

## История открытия
Скопление было открыто Шарлем Мессье в 1781 году.

## Интересные характеристики
M 93 находится на расстоянии приблизительно 3600 световых лет от Земли. Его предполагаемый возраст приблизительно 100 миллионов лет. Пространственный радиус скопления 12 световых лет.

## Наблюдения

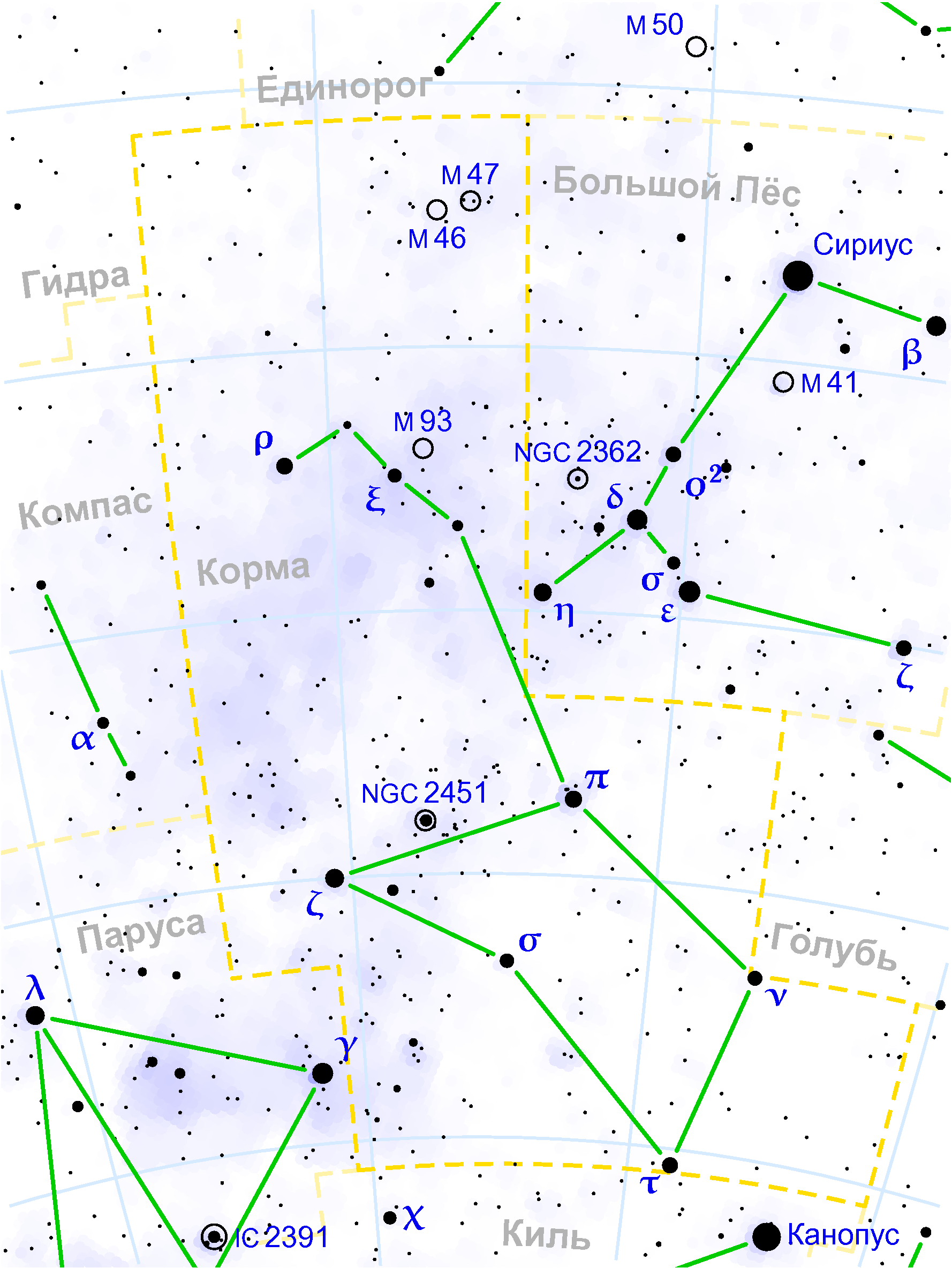
Рассеянное скопление M 93 находится в Созвездии Кормы